# Royal Institute of Chemistry
Das Royal Institute of Chemistry wurde 1877 in London gegründet (als Institute of Chemistry of Great Britain), um die professionelle Qualifikation von Chemikern in Großbritannien sicherzustellen. 1980 ging es mit anderen chemischen Gesellschaften in Großbritannien in der Royal Society of Chemistry auf.
1885 erhielt es Royal Charter. Es vergab die Qualifikationen des Lizenziats (LRIC) und des Graduate (GRIC), letzteres höher eingestuft als das Lizenziat. Die Associates (ARIC) hatten zusätzlich zum Lizenziat Berufserfahrung und die Members (MRIC) neben GRIC auch Berufserfahrung. Zusätzlich gab es einen Fellow-Status mit höherer Einstufung als gewöhnliche Mitglieder. Ab 1975 konnten Members und Fellows den Zusatz CChem (Chartered Chemist) führen.
1968 bis 1971 veröffentlichte es die Royal Institute of Chemistry Reviews, die 1971 mit den Quarterly Reviews der Chemical Society zu den Chemical Society Reviews fusionierten. Die Proceedings bzw. das Journal der Gesellschaft erschien ab 1877 und war ab 1950 das Journal of the Royal Institute of Chemistry. Es bestand bis 1964.
Erster Präsident war Edward Frankland gefolgt von Frederick Augustus Abel.